# Kaspar Treier
Kaspar Treier (Tartu, 19 settembre 1999) è un cestista estone di formazione italiana.

## Biografia
Nato a Tartu, in Estonia, dove inizia a giocare per l'Erkmaa Korvpallikool per poi cresce cestisticamente in Italia, arrivando nel 2014, a 15 anni, alla PMS Basketball di Moncalieri e conquistando lo scudetto under 20, oltre ad essere eletto miglior giocatore della manifestazione, e debuttando in prima squadra nella stagione di Serie B 2016-17 con cui chiude al primo posto del girone A di serie B, per poi essere eliminato in semifinale playoff e disputando anche la Coppa Italia. Nel 2017 passa a Pod. Montegranaro dove resta due stagioni e debutta in A2. Nel 2019 viene acquistato dal Basket Ravenna dove si guadagna minuti e spazio sul parquet, chiudendo la stagione in vetta alla classifica del Girone Est e segnando a referto una media di 9,8 punti, 4,5 rimbalzi e 1,3 assist a partita. Gli anni in Italia gli permettono di essere iscritto nella lista di giocatori di formazione italiana.
Le buone prestazioni in serie cadetta gli garantiscono le attenzioni della Dinamo Sassari, che lo acquista ufficialmente il 3 luglio 2020.